# Conservatorio Municipal de Música de Salto
Het Conservatorio Municipal de Música de Salto in Salto (Uruguay) werd opgericht op 26 april 1946.
Het doel van dit conservatorium is de opleiding van getalenteerde muzikanten uit de hele regio van Salto tot beroepsmusicus en opleiding van de actieve leden van de Banda Municipal de Música de Salto en het Orquesta Municipal de Música de Salto. 
Er zijn ook studies mogelijk voor gitaar en piano.
De eerste directeur van het conservatorium was Marcos Papa, die na zijn overlijden in 1948 opgevolgd werd door Baustista Peruchena, die tot 1993 in deze functie bleef. Tegenwoordig is Profesora Beatriz Volpi Heguaburo directeur van dit instituut. 